# 小本本町
小本本町（こもとほんまち）は、愛知県名古屋市中川区にある町名。現行行政地名は小本本町1丁目から小本本町3丁目。住居表示未実施。

## 地理
名古屋市中川区の北東部に位置し、東に宗円町と好本町、西に小本、南に篠原橋通、北に南脇町と接する。

## 歴史

### 町名の由来
小本町に由来する。

### 沿革
- 1952年（昭和27年）1月25日 - 中川区篠原町・四女子町・小本町の各一部により、同区小本本町として成立する[2]。
- 1954年（昭和29年）10月20日 - 小本町・四女子町・篠原町の各一部を編入する[2]。
- 1960年（昭和35年）3月20日 - 四女子町・小本町・篠原町の各一部を編入する[2]。
- 1966年（昭和41年）10月1日 - 荒子町の一部を編入する[2]。
- 1982年（昭和57年）8月29日 - 小本町の一部を編入する[2]。また、一部が小本二丁目に編入される[2]。

## 世帯数と人口
2019年（平成31年）1月1日現在の世帯数と人口は以下の通りである。
| 町丁     | 世帯数  | 人口    |
| -------- | ------- | ------- |
| 小本本町 | 946世帯 | 2,048人 |

### 人口の変遷
国勢調査による人口の推移
| 1995年（平成7年）  | 1,819人 | [ WEB 5 ] |  |
| 2000年（平成12年） | 1,849人 | [ WEB 6 ] |  |
| 2005年（平成17年） | 1,864人 | [ WEB 7 ] |  |
| 2010年（平成22年） | 1,938人 | [ WEB 8 ] |  |
| 2015年（平成27年） | 2,048人 | [ WEB 9 ] |  |

## 学区
市立小・中学校に通う場合、学校等は以下の通りとなる。また、公立高等学校に通う場合の学区は以下の通りとなる。
| 番・番地等 | 小学校               | 中学校               | 高等学校 |
| ---------- | -------------------- | -------------------- | -------- |
| 全域       | 名古屋市立常磐小学校 | 名古屋市立長良中学校 | 尾張学区 |

## 施設
- 松操保育園

## その他

### 日本郵便
- 郵便番号 : 454-0826[WEB 2]（集配局：中川郵便局[WEB 12]）。

### WEB
1. 1 2  “町・丁目(大字)別、年齢(10歳階級)別公簿人口(全市・区別)”.   名古屋市 (2019年1月23日). 2019年1月23日閲覧。
2. 1 2  “郵便番号”.  日本郵便. 2019年2月10日閲覧。
3. ↑  “市外局番の一覧”.   総務省. 2019年1月6日閲覧。
4. ↑  “中川区の町名一覧”.   名古屋市 (2015年10月21日). 2019年2月13日閲覧。
5. ↑  総務省統計局 (2014年3月28日). “平成7年国勢調査の調査結果(e-Stat) - 男女別人口及び世帯数 －町丁・字等” (CSV). 2019年4月27日閲覧。
6. ↑  総務省統計局 (2014年5月30日). “平成12年国勢調査の調査結果(e-Stat) - 男女別人口及び世帯数 －町丁・字等” (CSV). 2019年4月27日閲覧。
7. ↑  総務省統計局 (2014年6月27日). “平成17年国勢調査の調査結果(e-Stat) - 男女別人口及び世帯数 －町丁・字等” (CSV). 2019年4月27日閲覧。
8. ↑  総務省統計局 (2012年1月20日). “平成22年国勢調査の調査結果(e-Stat) - 男女別人口及び世帯数 －町丁・字等” (CSV). 2019年4月27日閲覧。
9. ↑  総務省統計局 (2017年1月27日). “平成27年国勢調査の調査結果(e-Stat) - 男女別人口及び世帯数 －町丁・字等” (CSV). 2019年4月27日閲覧。
10. ↑  “市立小・中学校の通学区域一覧”.   名古屋市 (2018年11月10日). 2019年1月14日閲覧。
11. ↑  “平成29年度以降の愛知県公立高等学校（全日制課程）入学者選抜における通学区域並びに群及びグループ分け案について”.   愛知県教育委員会 (2015年2月16日). 2019年1月14日閲覧。
12. ↑  郵便番号簿 平成29年度版 - 日本郵便. 2019年02月10日閲覧 (PDF)

### 書籍
1. ↑  名古屋市計画局 1992, p. 461.
2. 1 2 3 4 5 6  名古屋市計画局 1992, p. 821.